# Mbukushu (langue)
Cet article concerne la langue mbukushu. Pour le peuple mbukushu, voir Mbukushus.
Le mbukushu (ou thimbukushu) est une langue bantoue surtout parlée au Botswana, également en Namibie, en Angola et en Zambie.
Le nombre total de locuteurs est estimé à plus de 35 000.